# Lista de pinturas de Bento Coelho da Silveira
Esta é uma lista de pinturas de Bento Coelho da Silveira, lista não exaustiva das pinturas deste pintor, mas tão só das que como tal se encontram registadas na Wikidata.
A lista está ordenada pela data da publicação de cada pintura. Como nas outras listas geradas a partir da Wikidata, os dados cuja designação se encontra em itálico apenas têm ficha na Wikidata, não tendo ainda artigo próprio criado na Wikipédia.
Bento Coelho da Silveira (1620-1708) pintou para um vasto mercado tendo produzido uma extensa obra, parte da qual chegou até ao presente. Foi nomeado pintor régio no reinado de D. Pedro II e o
contacto que manteve com a Academia dos Singulares permitiram-lhe uma importante rede de contactos artísticos de prestígio. Tendo tido como mestre Marcos da Cruz, grande parte da obra de Bento Coelho da Silveira destinou-se a decorar os templos cristãos no período pós restauracionista.
| Imagem | Título                                                  | Data        | Retrata                                 | Coleção                                    | Descrito em |
| ------ | ------------------------------------------------------- | ----------- | --------------------------------------- | ------------------------------------------ | ----------- |
|        | Sagrada Família                                         | 1648        | Sagrada Família                         | Palácio Nacional de Sintra                 |             |
|        | Sagrada Família com Santa Isabel e São João Baptista    | 1650        | Sagrada Família João Batista Isabel     | Museu Nacional de Machado de Castro        |             |
|        | Anunciação                                              | 1656        | Anunciação                              | Museu de São Roque                         |             |
|        | Imaculada Conceição                                     | 1670        | Imaculada Conceição                     | Igreja Paroquial de Santiago               |             |
|        | Última Ceia                                             | 1670        | Última Ceia                             | Museu Nacional de Machado de Castro        |             |
|        | Embaixada de S. Francisco Xavier                        | 1670        | Francisco Xavier                        | Museu Carlos Machado                       |             |
|        | Anunciação                                              | 1680        | Anunciação                              | Museu de São Roque                         |             |
|        | Calvário                                                | 1680        | Crucificação de Jesus Jesus             | Museu de São Roque                         |             |
|        | Dormição da Virgem                                      | 1680        | Morte da Virgem                         | Igreja de São Roque                        |             |
|        | Coroação da Virgem                                      | 1680        | Coroação de Maria                       | Igreja de São Roque                        |             |
|        | Adoração do Cordeiro Místico pelas Santas Mártires      | 1683        |                                         | Museu de São Roque                         |             |
|        | Êxtase de São Pedro de Alcântara                        | 1690        | Pedro de Alcântara                      | Convento de São Pedro de Alcântara         |             |
|        | Repouso no Regresso do Egipto                           | 1695        | Sagrada Família anjo                    |                                            |             |
|        | Adoração do Menino Jesus                                | século XVII |                                         | No/unknown value                           |             |
|        | Bodas de Caná                                           | século XVII | Bodas de Caná                           | Igreja de Nossa Senhora da Encarnação      |             |
|        | Cristo do Horto                                         | século XVII | Jesus anjo Getsémani                    | No/unknown value                           |             |
|        | Maria e José buscando guarida em Belém                  | século XVII | Virgem Maria São José                   | Paço dos Duques de Bragança                |             |
|        | Menino Jesus entre os Doutores                          | século XVII | Jesus entre os doutores                 | No/unknown value                           |             |
|        | O Milagre da Porciúncula                                | século XVII |                                         | No/unknown value                           |             |
|        | Sagração de São Joaquim pela Virgem e Menino            | século XVII | Virgem Maria Menino Jesus São Joaquim   | No/unknown value                           |             |
|        | São Miguel                                              | século XVII |                                         | No/unknown value                           |             |
|        | Visitação                                               | século XVII | Visitação                               | No/unknown value                           |             |
|        | Santa Clara lava os pés às suas companheiras            | século XVII | Clara de Assis                          | Igreja da Madre de Deus                    |             |
|        | Última Ceia                                             | século XVII | Última Ceia                             | Igreja do antigo Convento da Madre de Deus |             |
|        | Pentecostes                                             | século XVII | Pentecostes                             | Museu Municipal de Loures                  |             |
|        | São João Evangelista                                    | 1705        | São João Evangelista                    | No/unknown value                           |             |
|        | Santo Agostinho entregando as Regras da sua Ordem       | 1706        | Agostinho de Hipona                     | Igreja Paroquial de Alhandra               |             |
|        | Santo Agostinho ferido de amor pelo Cristo              | 1706        | Agostinho de Hipona Jesus anjo querubim | Igreja Paroquial de Alhandra               |             |
|        | Santo Agostinho e o Mistério da Santíssima Trindade     | 1706        | Agostinho de Hipona                     | Igreja Paroquial de Alhandra               |             |
|        | Santo Agostinho em êxtase diante da Santíssima Trindade | 1706        | Agostinho de Hipona                     | Igreja Paroquial de Alhandra               |             |
|        | Nascimento de Santo Agostinho                           | 1706        | Agostinho de Hipona                     | Igreja Paroquial de Alhandra               |             |
|        | Baptismo de Santo Agostinho                             | 1706        | Agostinho de Hipona                     | Igreja Paroquial de Alhandra               |             |
|        | Santo Agostinho lava os pés de Cristo peregrino         | 1706        | Agostinho de Hipona Jesus               | Igreja Paroquial de Alhandra               |             |
|        | São Francisco de Assis dando a Regra da sua Ordem       | 1708        | Francisco de Assis                      |                                            |             |

∑ 34 items.